# Беталто (Илиноис)
Беталто (енгл. Bethalto) град је у америчкој савезној држави Илиноис.

## Демографија
По попису из 2010. године број становника је 9.521, што је 67 (0,7%) становника више него 2000. године.
| Група             | 2000.         | 2010.         |
| Белци             | 9.193 (97,2%) | 9.102 (95,6%) |
| Афроамериканци    | 72 (0,8%)     | 80 (0,8%)     |
| Азијати           | 38 (0,4%)     | 51 (0,5%)     |
| Хиспаноамериканци | 95 (1,0%)     | 181 (1,9%)    |
| Укупно            | 9.454         | 9.521         |